# Liste der Landmeister von Preußen
Die Landmeister des Deutschen Ordens in Preußen
- Hermann Balk, 1219–1230 Deutschmeister, 1229–1239 Landmeister in Preußen, 1237–1238 Landmeisters in Livland
  - Hermann von Altenburg, 1237–1238 Vizelandmeister in Preußen
  - Friedrich von Fuchsberg, 1238–1239 Vizelandmeister in Preußen
  - Berlewin von Freiberg, 1239 Vizelandmeister in Preußen, 1242–1243 Ordensmarschall
- Heinrich von Wida, 1239–1244 Landmeister in Preußen, 1249 Vizelandmeister in Preußen
- Poppo von Osterna, 1244–1246 Landmeister in Preußen, 1252/53–1256 Hochmeister
- Dietrich von Grüningen, 1238–1241 und 1242–1246 Landmeister in Livland, 1246–1257/59 Landmeister von Preußen, 1254–1256 Deutschmeister
  - Heinrich von Wida, 1239–1244 Landmeister in Preußen, 1247–1250 Vizelandmeister in Preußen
  - Ludwig von Queden, [1249 Hochmeister], 1250–1252 Vizelandmeister in Preußen
  - Heinrich Botel, 1244–1260 Ordensmarschall, 1252–1253 Vizelandmeister in Preußen
- Burkhard von Hornhausen, 1254/55–1257 Vizelandmeister in Preußens, 1257–1259 Landmeister in Preußen, 1257–1261 Landmeister in Livland
  - Gerhard von Hirschberg, 1257–1259 Vizelandmeister in Preußen
- Hartmund von Grumbach, 1259–1261 Landmeister in Preußen
  - Dietrich/Theoderich, 1261 Vizelandmeister in Preußens
- Helmerich von Rechenberg, 1262–1263 Landmeister in Preußen
  - Johann von Wegeleben, 1263 Vizelandmeister in Preußens
- Ludwig von Baldersheim, 1263–1269 Landmeister in Preußen
  - Konrad von Thierberg der Ältere, 1270 Vizelandmeister in Preußens, 1273–1279 Landmeister in Preußen
- Dietrich von Gattersleben, 1271–1273 Landmeister in Preußen
- Konrad von Thierberg der Ältere, 1270 Vizelandmeister in Preußens, 1273–1279 Landmeister in Preußen
  - Konrad von Thierberg der Jüngere, 1273–1285 und 1288 Ordensmarschall, 1274–1275 und 1283 Vizelandmeister in Preußens, 1284–1288 Landmeister in Preußen
- Konrad von Feuchtwangen, 1279–1280 Landmeister in Preußen, 1279–1281 Landmeister in Livland, 1284–1290 Deutschmeister, 1290–1296 Hochmeister
- Mangold von Sternberg, 1280–1283 Landmeister in Preußen
- Konrad von Thierberg der Jüngere, 1273–1285 und 1288 Ordensmarschall, 1274–1275 und 1283 Vizelandmeister in Preußens, 1284–1288 Landmeister in Preußen
- Meinhard von Querfurt, 1284 Vizelandmeister in Preußens, 1288–1299 Landmeister in Preußen
- Konrad von Babenberg, 1299 Landmeister in Preußen
- Ludwig von Schippen, 1299–1300 Landmeister in Preußen
  - Berthold Brühaven, 1300 Vizelandmeister in Preußens
- Helwig von Goldbach, 1300–1302 Landmeister in Preußen
- Konrad Sack, 1302–1306 Landmeister in Preußen
- Siegfried von Schwarzburg, 1306 Landmeister in Preußen
- Heinrich von Plötzke, 1307–1309 Landmeister in Preußen, 1309–1312 Großkomtur, 1312–1320 Ordensmarschall
- Friedrich von Wildenberg, 1317–1324 Landmeister in Preußen und Stellvertreter für den in Trier, Erfurt und Avignon weilenden Hochmeister Siegfried von Feuchtwangen

Nach dem Tode Heinrich von Plötzkes wurde das Amt des Landmeisters von Preußen mit dem des Hochmeisters vereint.